# Delta Rae
I Delta Rae (in inglese: [ˈdɛɫtə ɹeɪ̯]) sono un gruppo musicale rock statunitense fondato nel 2009. Inizialmente dediti a un rock dalle tinte blues, folk, country e pop, hanno in seguito aggiunto al proprio sound anche degli archi.

## Storia del gruppo
La band si forma nell'ottobre 2009 alla Duke University per volere dei tre fratelli Ian, Eric e Brittany Hölljes. Presto si aggiungono anche Elizabeth Hopkins, Mike McKee e  Grant Emerson.
Nel 2010 i Delta Rae debuttano con EP eponimo, dopo di che firmano con la Sire Records.
Il 4 maggio 2012, i Delta Rae pubblicano Chain On Love, una canzone scritta appositamente per supportare la causa del matrimonio egualitario e in generale dei diritti degli omosessuali.
Il 19 giugno 2012 esce l'album Carry the Fire, da cui vengono tratti i singoli Bottom of the River, Morning Comes e Dance in the Graveyards.
Il 19 novembre 2013 esce l'EP Chasing Twisters, che include i singoli If I Loved You (in duetto con il chitarrista Lindsey Buckingham) e Run. Segue un tour statunitense che include anche un'esibizione al festival Lollapalooza.
Il 7 aprile 2015 esce il secondo album dei Delta Rae, After It All, anticipato dal singolo Scared. Attualmente è in programmazione il primo tour mondiale della band.

## Formazione
- Brittany Hölljes - voce, percussioni
- Elizabeth Hopkins - voce, percussioni
- Ian Hölljes  - voce, chitarra acustica, chitarra elettrica, fisarmonica, ukulele
- Eric Hölljes - voce, pianoforte, tastiere, chitarra acustica, chitarra elettrica
- Grant Emerson - basso elettrico, contrabbasso, chitarra elettrica, piatti
- Mike McKee - batteria, chitarra acustica, dulcimer, timpani

## Discografia

### Album in studio
- 2012 - Carry the Fire
- 2012 - Bottom of the River
- 2015 - After It All

### Album dal vivo
- 2012 - Live at Lincoln Theatre

### EP
- 2010 - Delta Rae
- 2013 - Chasing Twisters
- 2017 - A Long And Happy Life